# راینیس روسامئه
راینیس روسامئه (استونیایی: Rainis Ruusamäe; ۸ سپتامبر ۱۹۶۵ – ۴ مارس ۲۰۲۰) سیاستمدار و نماینده سابق مجلس اهل استونی است.